# Col·legiata de Santa Maria d'Arbas
La Col·legiata de Santa Maria d'Arbas, anomenada també Santa Maria d'Arbàs i Santa Maria d'Arbás del Puerto, és una església que està situada al nord de Lleó, a Arbás del Puerto, al vessant sud del port de Payares, a tan sols un quilòmetre de l'Alt de Payares. Pertany a l'ajuntament de Villamanín. Aquesta zona es deia antigament Montes Ervaseos, paraula que deriva del llatí aruum que significa camp de conreu.
A l'origen era un hospital per als pelegrins que anaven camí d'Oviedo la fundació del qual s'atribueix al comte lleonès Fruela Díaz i la seva esposa Estefanía Sánchez. Des de Lleó, ciutat per on passa el denominat Camí de Sant Jaume Francès, els pelegrins pujaven cap al nord per visitar San Salvador, passant per Pola de Gordón, Arbás, Casa Tibigracias, Puente de los Fierros, Campomanes, Pola de Lena, Mieres, Olloniego, La Manjoya i Oviedo, on s'enllaça amb el Camí de Sant Jaume de la costa o Ruta del Nord.
L'abadia va ser desamortitzada el 1866. Amb el pas del temps va desaparèixer l'hospital-albergue i només va quedar l'església com a parròquia del lloc. A partir de 1968 la col·legiata va passar a dependre de la Sant Isidoro de Lleó. És d'estil tardorománic amb carreus de gres de color marró, de dimensions mitjanes i amb una capçalera triple i una torre en la façana occidental. Conserva dues portades romàniques.

## Història

### Origen, fundació i evolució
El comte Fruela Díaz i la seva esposa Estefanía, que tenien vastes propietats per tota aquesta regió, entorn de l'any 1116 van voler fundar un alberg o hospital de pelegrins que servís de refugi i descans als viatgers que freqüentaven aquesta zona des de la Meseta camí d'Oviedo, ja que Oviedo en la Càmera Santa de la seua catedral veneraven les nombroses relíquies que allí es guardaven. Molt sovint aquests viatgers continuaven des d'Oviedo el camí de Sant Jaume. Aquest tipus d'alberg-refugi proliferava en els llocs on era necessària la custòdia dels caminants, per ser llocs apartats i poc concorreguts. Comptaven amb hospital i capella en el Puerto de San Glorio, Puerto de Pandetrave, Puerto del Pontón, Puerto de la Ventaniella, Puerto de Tarna i Puerto de San Isidro entre d'altres. El pas per Payares era especialment perillós.
L'hospital i la petita capella es van construir al costat d'una deu del riu Bernesga. En la localitat d'Arbás del Puerto s'havia assentat una comunitat monàstica de canonges regulars de sant Agustí que tenien ja la seva petita església. Els comtes van voler que aquests religiosos s'ocupessin d'engegar l'hospital tan necessari i per a això van donar a l'abat Sanç la muntanya contigua, que era de la seva propietat.
L'abadia va tenir des d'antic el privilegi de no dependre de l'Arquebisbat d'Oviedo i ser una institució independent, cosa que va ser sempre motiu de disputes que van arribar fins a aconseguir el segle xix que els rectors de Casares i Cubillas es declararen en rebel·lia i com a religiosos no van reconèixer l'autoritat de l'abat.
Malgrat ser una construcció molt tosca i pobra, destinada bàsicament a guardar el bestiar de la comunitat, va tenir la seva importància i rellevància, ja que a part dels pelegrins, servia d'allotjament als pobres que així ho sol·licitaven. Se li coneixia també com a «Casa dels Probes».
Alfons IX de Lleó, que en els seus freqüents viatges a Astúries s'allotjava en Arbás, va fer quantioses donacions a l'abadia, i el 1216 va ordenar la construcció, al costat de l'alberg, de la nova església de La Nostra Senyora de Santa Maria d'Arbàs.
El temple va sofrir una sèrie de transformacions al llarg dels segles, entre les quals es destaca el adosament a la nau nord d'unes capelles gòtiques. El pòrtic d'entrada que es va cobrir amb una creuria, on predomina l'ornamentació de certes parts amb formes al·lusives al Camí de Sant Jaume, com poden ser la creu de l'Orde de Sant Jaume.
El 1419 va tenir lloc la secularització canònica de l'abadia, a conseqüència de la general relaxació de l'observança de la regla de Sant Agustí. El 1582 el rei Felip II va rellevar a l'abadia del dret jurisdiccional, dret que al seu torn va vendre al concell, encara que poc temps després l'abat ho va recuperar. Amb tots aquests esdeveniments va començar a produir-se la decadència monacal que va augmentar amb la moda de l'absentisme –els abats ja no dormien dins de la clausura i governaven el monestir fins i tot sense trepitjar-ho– i la mala administració dels beneficis.
L'any 1693 es va acabar la construcció d'una torre, adossada als peus de l'església, on es va situar el cor, i que va ser concebuda per fer les funcions de pòrtic. Amb posterioritat, l'any 1723, es va construir l'anomenada «Casa de l'Abad», que correspon amb l'actual residència dels sacerdots oficiants. La desamortització va posar fi a la vida canònica.
Durant la guerra civil espanyola, l'església va ser saquejada. La imatge original de la Verge 1936 va ser substituïda per una còpia, obra de l'escultor Seoane Otero, de la Verge del Monestir de Gradefes. La imatge original forma part de les relíquies de San Isidoro de León.
Amb el pas del temps l'hospital va anar perdent vida i va quedar únicament l'església com a parròquia de la localitat. A mitjan segle xx l'arquitecte Luis Menéndez-Pidal i Álvarez es va encarregar de la seva restauració. Santa María d'Arbás va passar a dependre de la col·legiata de San Isidoro en 1968, per decret episcopal. Va ser declarat Monument Històric Artístic el 1931.

### Donacions
El 1117 la reina Urraca I de Lleó va realitzar una donació en què el seu escrit s'especifica que va destinada
| « | Ad illa albergaria quae sunt constructa in illo portico de Arbas | » |

Els reis lleonesos van donar suport a aquest complex i tant Alfons VII com Ferran II van confirmar l'estat de Patronat Reial. Va ser per aquesta època quan la comunitat canóniga de regulars es va establir en règim de col·legiata. El rei Alfons IX solia allotjar-se aquí i en aquells dies es va renovar l'edifici l'aparença del qual pot veure's en l'actualitat. Els reis Ferran III, Alfons X i Sanç IV van tenir molt en compte aquesta institució real i la van afavorir augmentant les rendes.
En un document del 1132 se cita la donació del canonge Fernando Gil d'unes cases i una terra de la seva propietat que tenia a Lleó. Poc després (el 1136) l'abat Monio va rebre la donació d'un monestir, el de San Miguel de Parayas, les rendes del qual van servir d'ajuda a les obres d'ampliació de l'hospital. Una altra donació important va ser la d'Alfons VII que va regalar als monjos el 1151 la muntanya anomenada Castro Nigro. El lloc va ser promocionat pels canonges, que van concecir carta de poblament als habitants, i donar-li el nom nou de Població. Un altre Alfons, el rei novè, va atorgar el 1214 a l'abat Martín Muñoz unes possessions a les terres de Luna, a condició que es construís una capella al costat de l'hospital:
| « | Ad serbitium peregrinorum et réquiem defunctorum et ut semper unus ex dictis prefati monasterio misam ibidem celebret. | » |

És possible que aquesta capella sigui la construcció adossada al nord de l'església.
Aquest mateix rei va assistir al monestir a la reunió del capítol el 1216, sent llavors quan va concedir al mateix el portatge de Puente de los Fierros, més cent aranzadas de vinya procedents de la vila de Toro a Zamora. El 1214 ja els havia concedit altres 60 aranzadas provinents del mateix lloc. A més el monestir havia adquirit una altra quantitat per compres i donacions particulars, procedents d'altres llocs sobretot de les terres de Mayorga. Amb aquestes adquisicions ja tenia la comunitat garantit el proveïment de vi per a l'alberg.

## Estil
Es pot catalogar l'església com a genuïna representant de la baula entre el romànic lleonès i l'asturià. Un romànic tardà que busca un acostament amb l'estètica gòtica, a la vista del caràcter vegetal de la majoria dels seus capitells. Aquest estil tardà rep el nom o és conegut com a «Art 1200», amb una estètica més depurada i certament, ombrívola. El conjunt per si mateix és sobri. en l'edifici es reflecteixen i entremesclen diversos estils. Gòtic en la semicúpula de l'absis central, amb característiques de les usades en les catedrals castellanes de Toro, Zamora i Salamanca, i romànic àstur en gairebé tota la resta, per la qual cosa no és forassenyat pensar en la intervenció de dos tipus d'artistes, donades les formes tan diverses que s'hi troben.

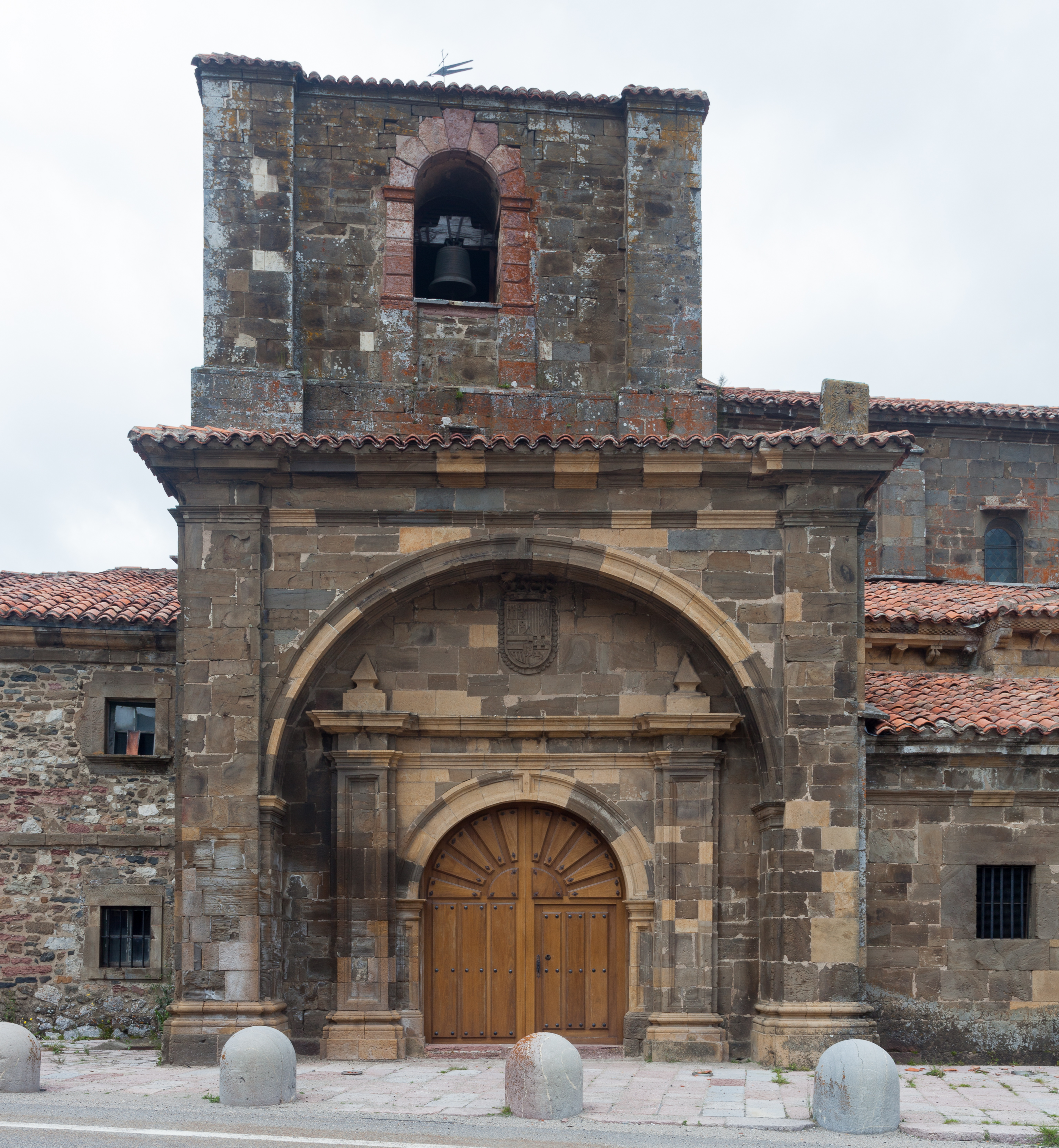
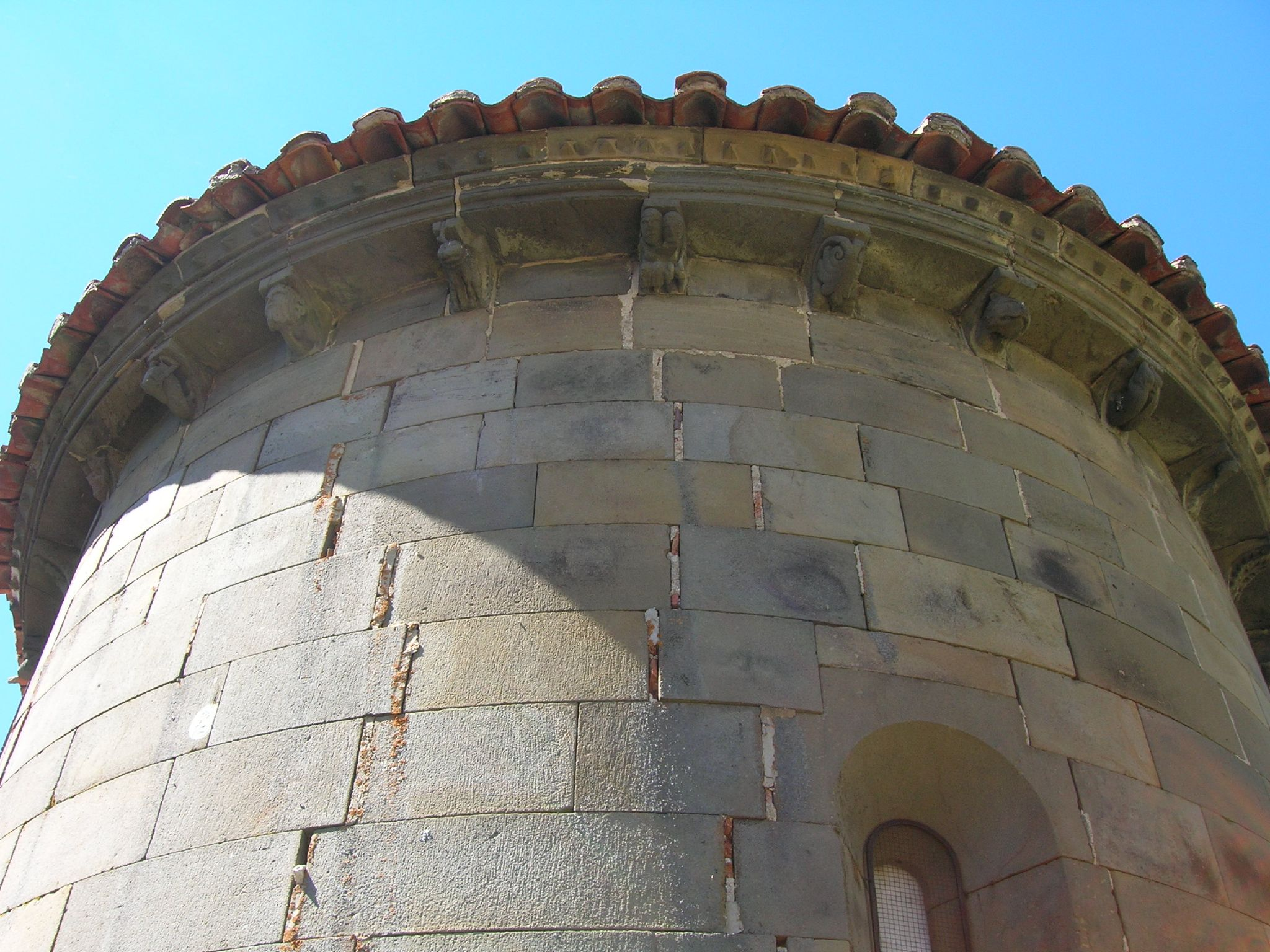
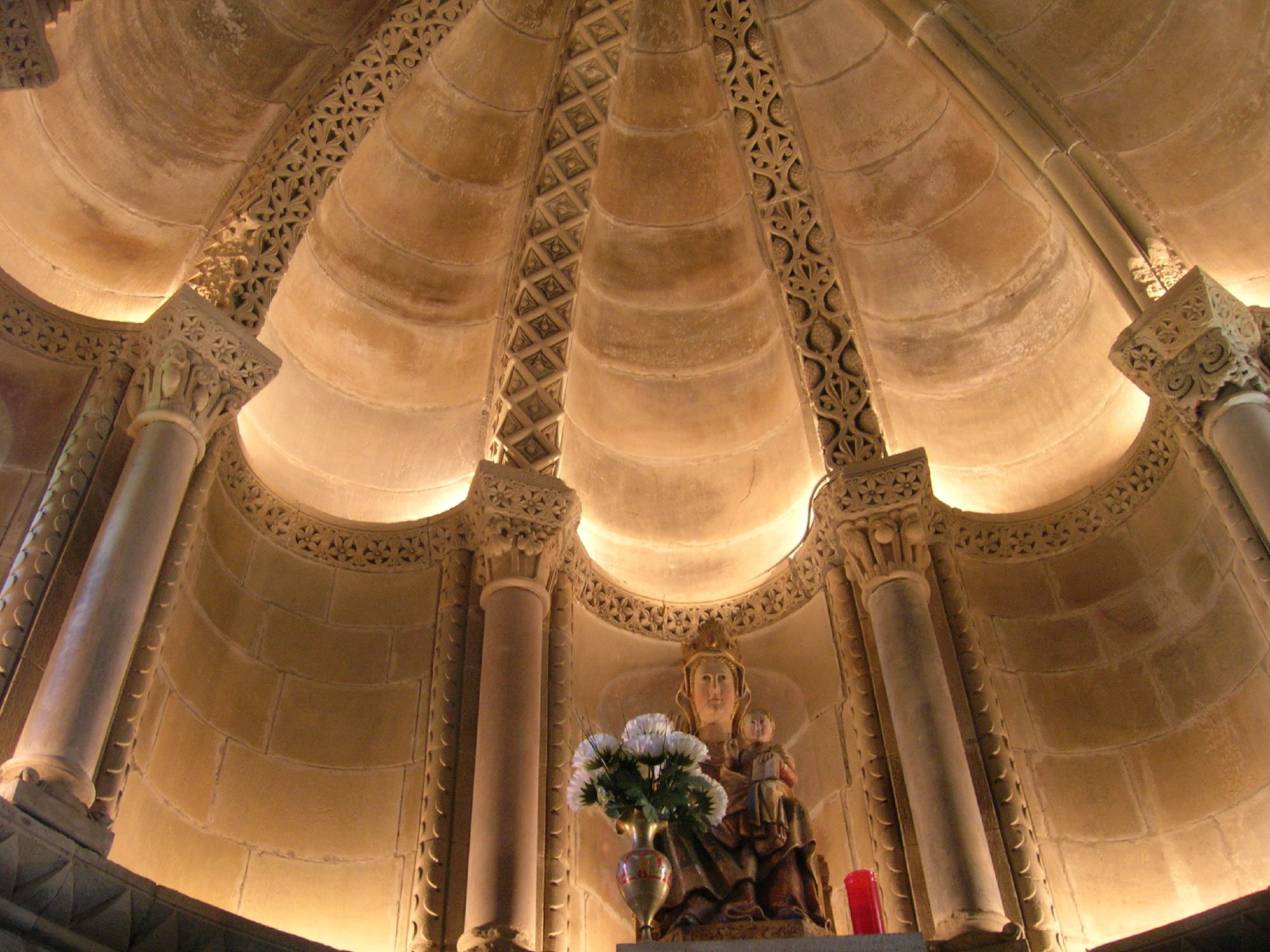
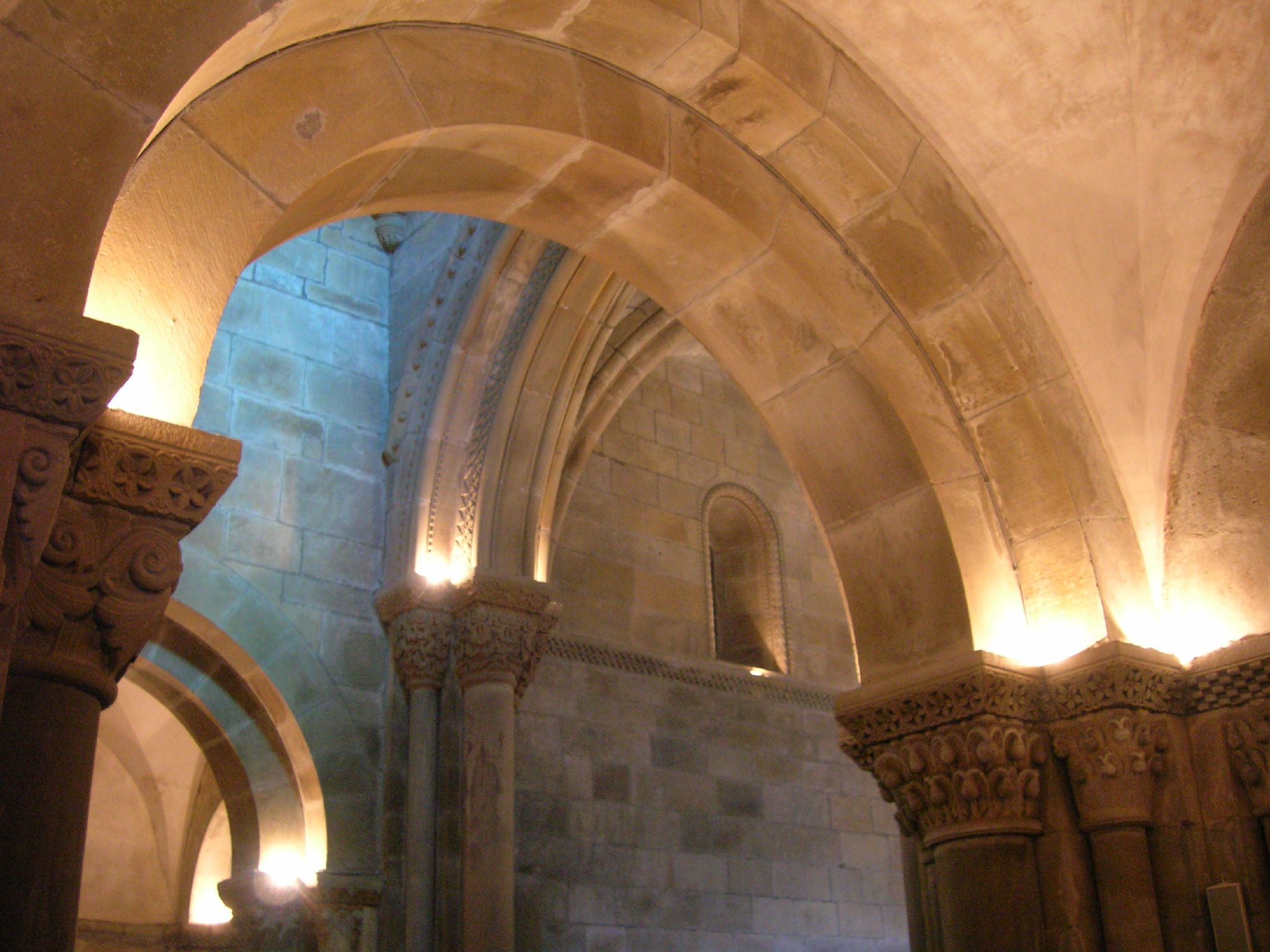
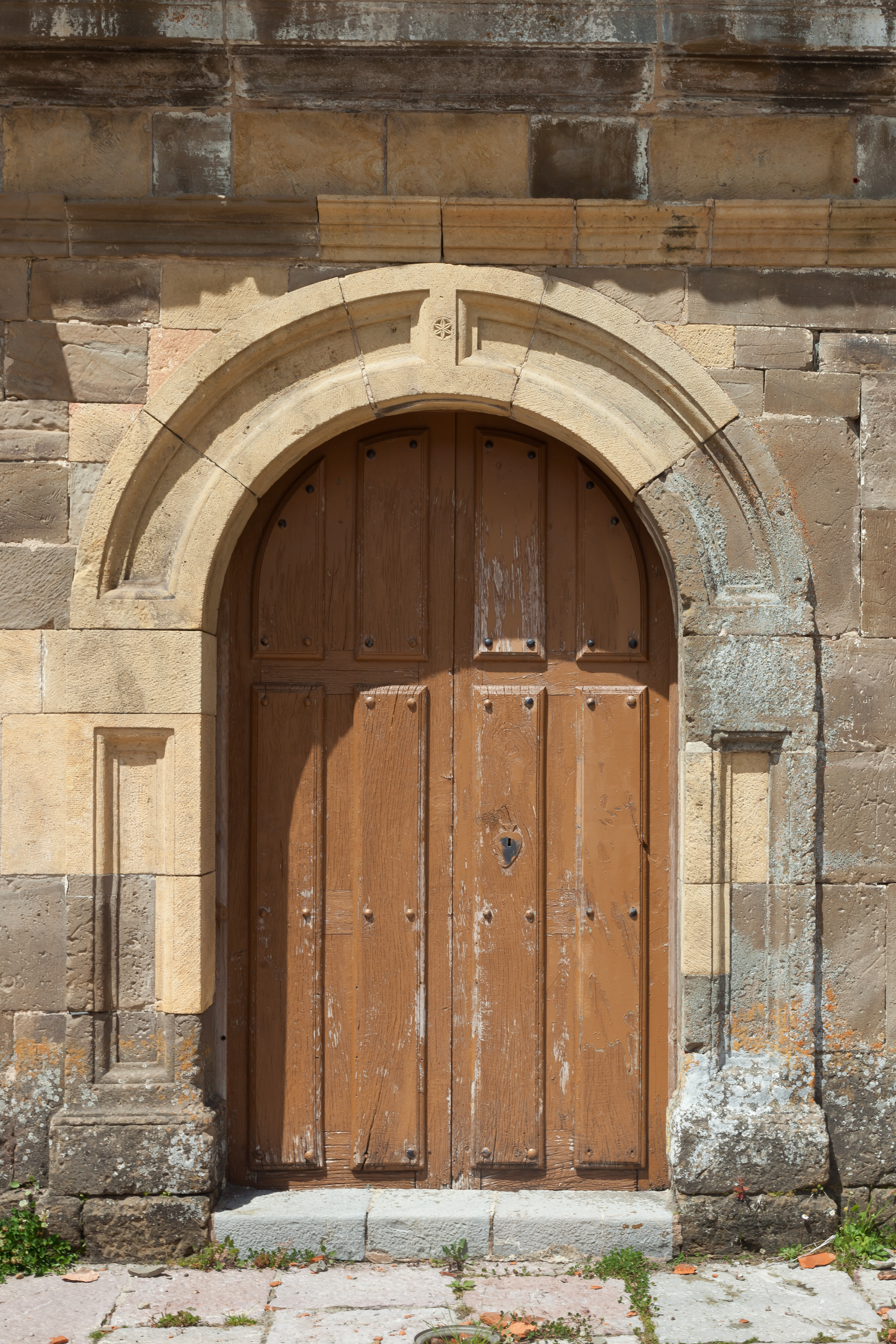
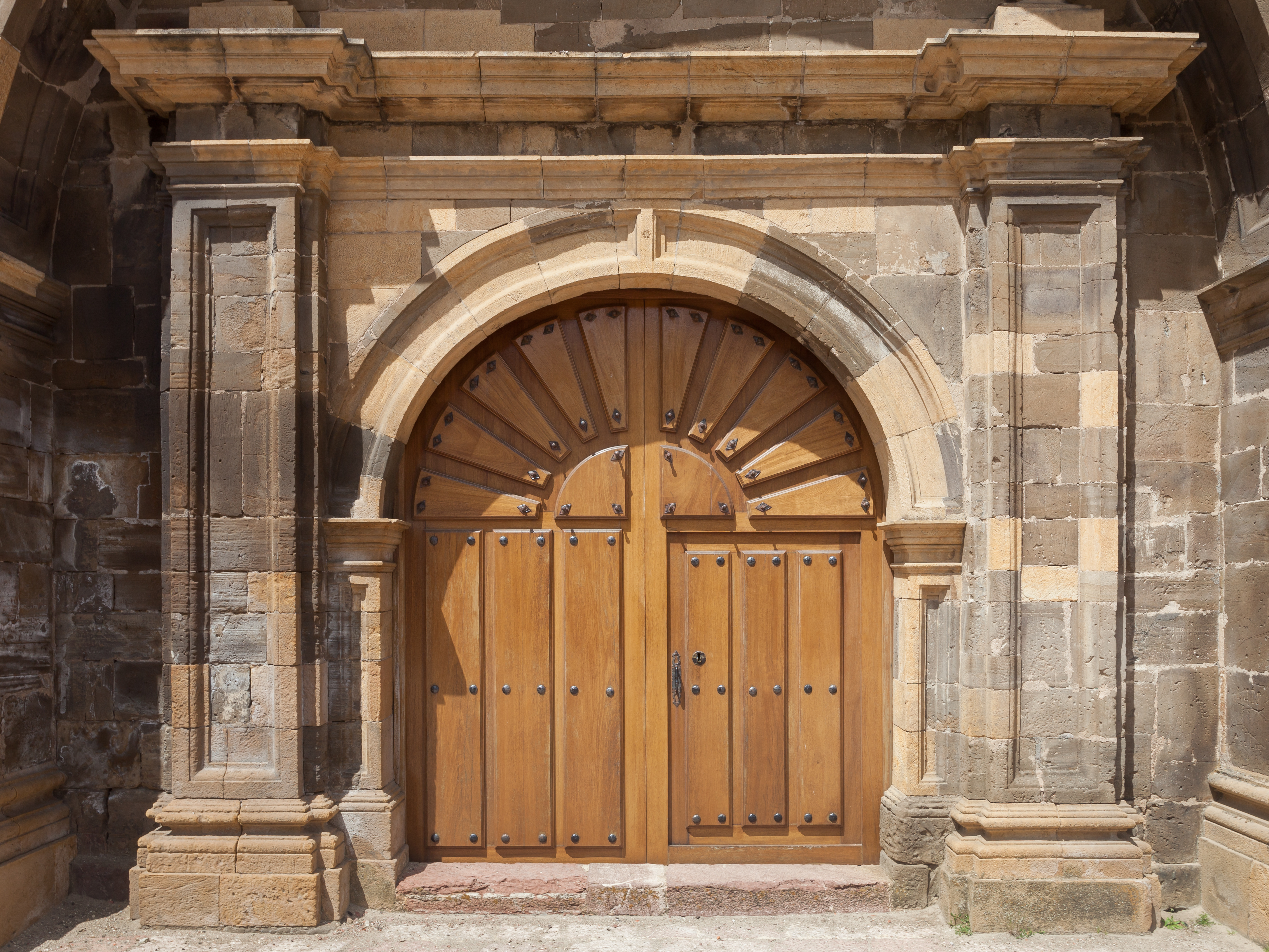

## L'església

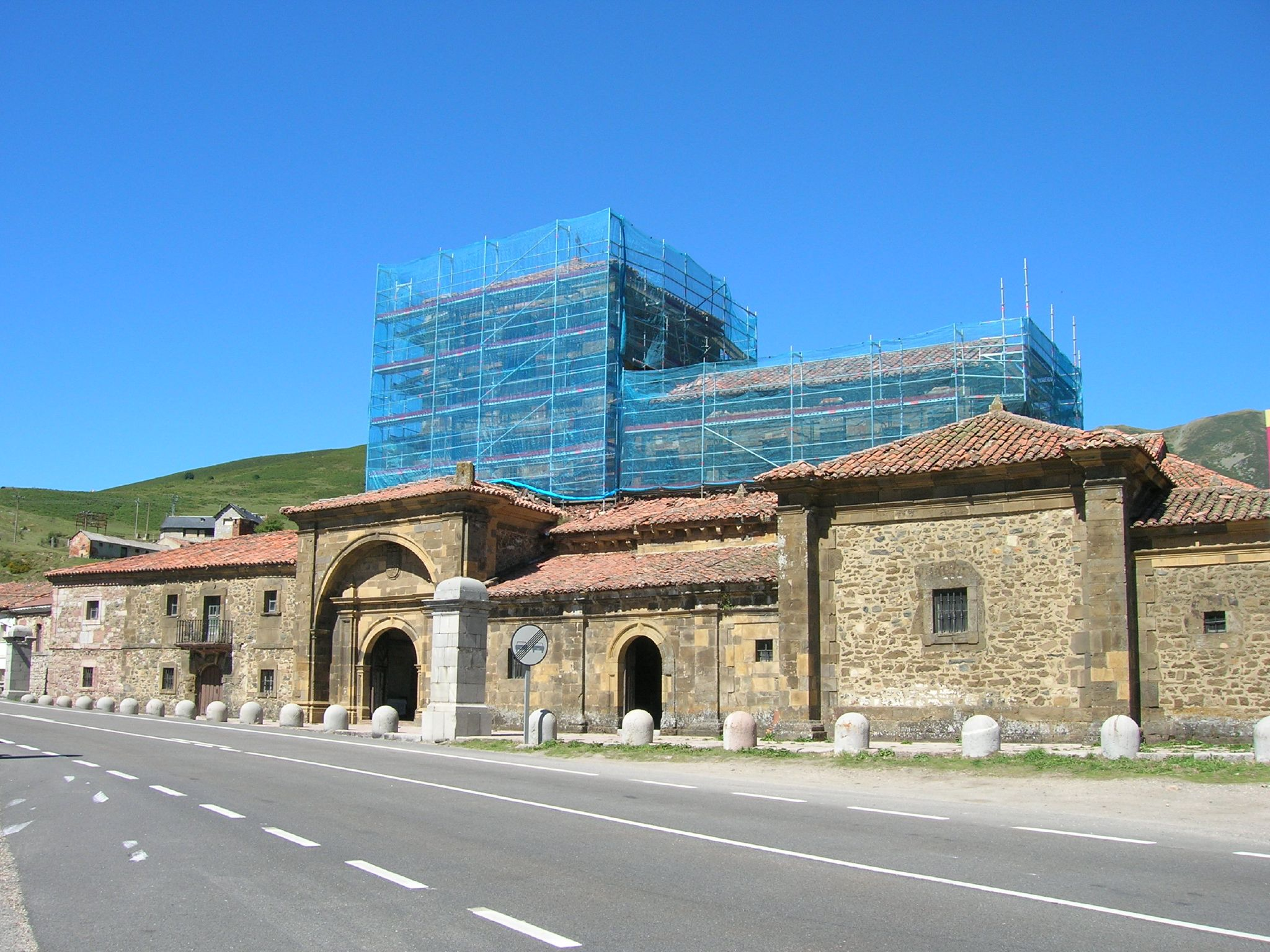
Vista general de l'edifici durant les obres de 2007.

De tot el complex abacial, l'església de Santa Maria d'Arbás del Puerto és l'únic edifici que es va mantenir íntegre a través dels temps. Pertany a l'estil tardorománic i constitueix un dels millors exemplars de l'actual província de Lleó, encara que si s'ha de jutjar per la seva decoració està més prop del romànic asturià que del romànic lleonès.

### Descripció de l'edifici

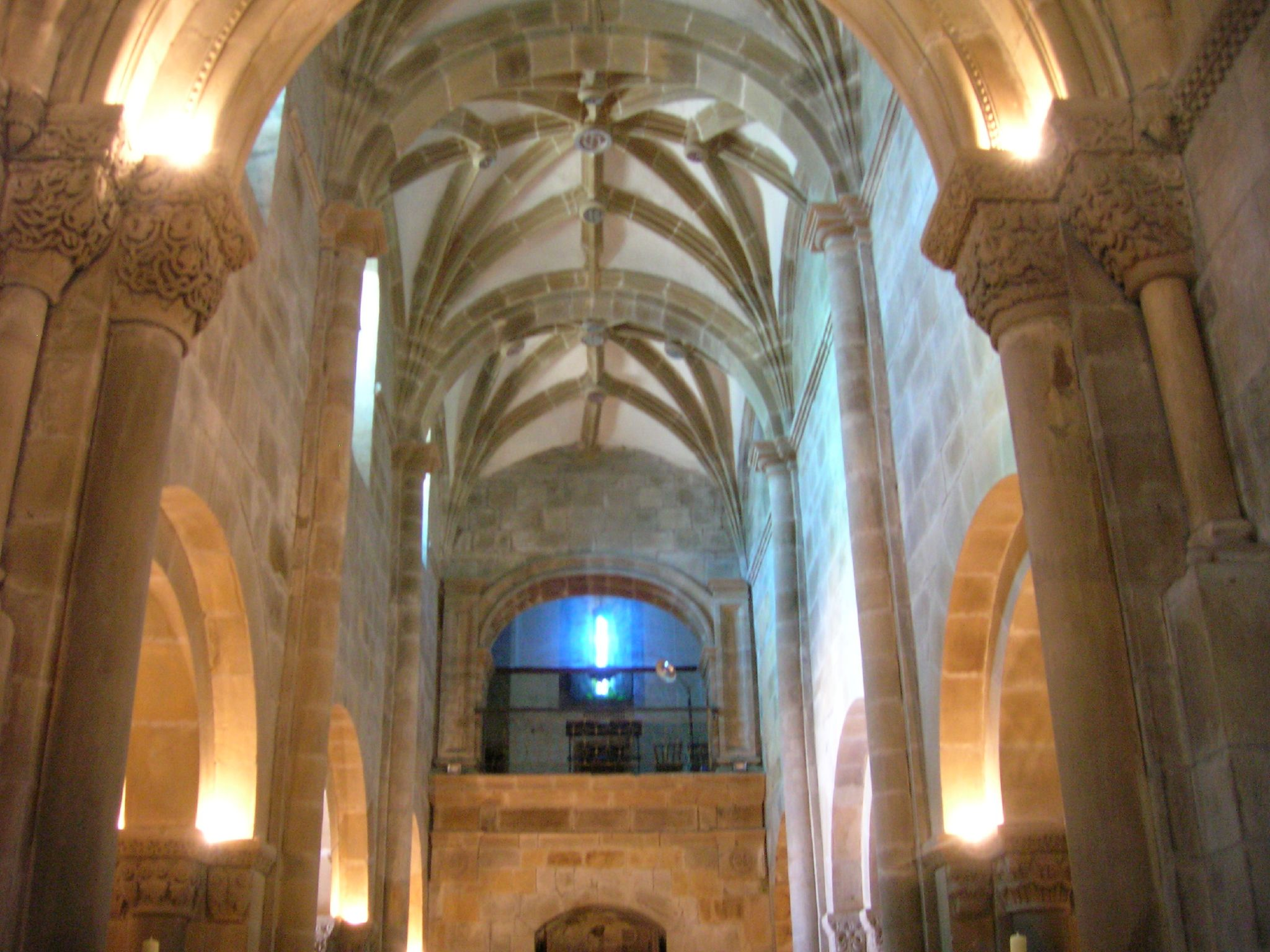
Vista de la nau central des de l'altar.

L'església està construïda amb carreus d'arenisca de color marró. És de dimensions mitjanes. Té planta basilical formada per tres naus, model no habitual als edificis eclesiàstics de la província de Lleó. Destaca la central per la seva altura i amplària, i són rematades totes elles per absis de forma quadrada, els laterals i semicircular, el central, on s'alberga la capella major.
A l'origen, la coberta de la nau central consistia en un enteixinat de fusta que va ser substituït al segle xviii per tres voltes de tercelets (nervi suplementari de les voltes de creueria, que arrenca de l'àbac del capitell per acabar en les cadenes), mentre que les laterals ho fan amb les de tipus aresta.
Les naus estan separades per quatre pilars cruciformes amb quatre semi-columnes adossades en les seves quatre cares; s'alcen sobre plints circulars tots ells ornats amb una gran varietat de boles, flors i arpes. Destaca així mateix, la falta de creuer.
L'església té un cor alt, obra dels primers anys del segle xviii. A la nau nord hi ha un arcosoli amb el sepulcre de l'arquitecte Luis Menéndez-Pidal i Álvarez, restaurador d'aquesta col·legiata, mort en 1975, amb una inscripció que diu:
| « | «Salva a su alma de la perdición, como él salvó a esta iglesia de la ruina». | » |

Que en català diria: "Salva la seua ànima de la perdició, com ell salvà aquesta església de la seua ruïna".
A l'exterior adornen l'edifici una sèrie de canecillos als ràfecs de l'absis representant figures humanes i d'animals, tot molt bé llaurat i ben conservat; al mur sud els permòdols són més simples, predominant la talla geomètrica. La torre es va construir adossada a la façana occidental, l'any 1693, segons es llegeix en una inscripció de l'arc d'ingrés.

### Portades

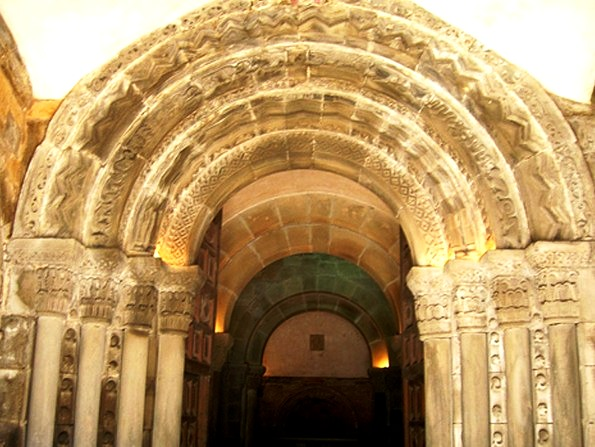
Portada principal al sud

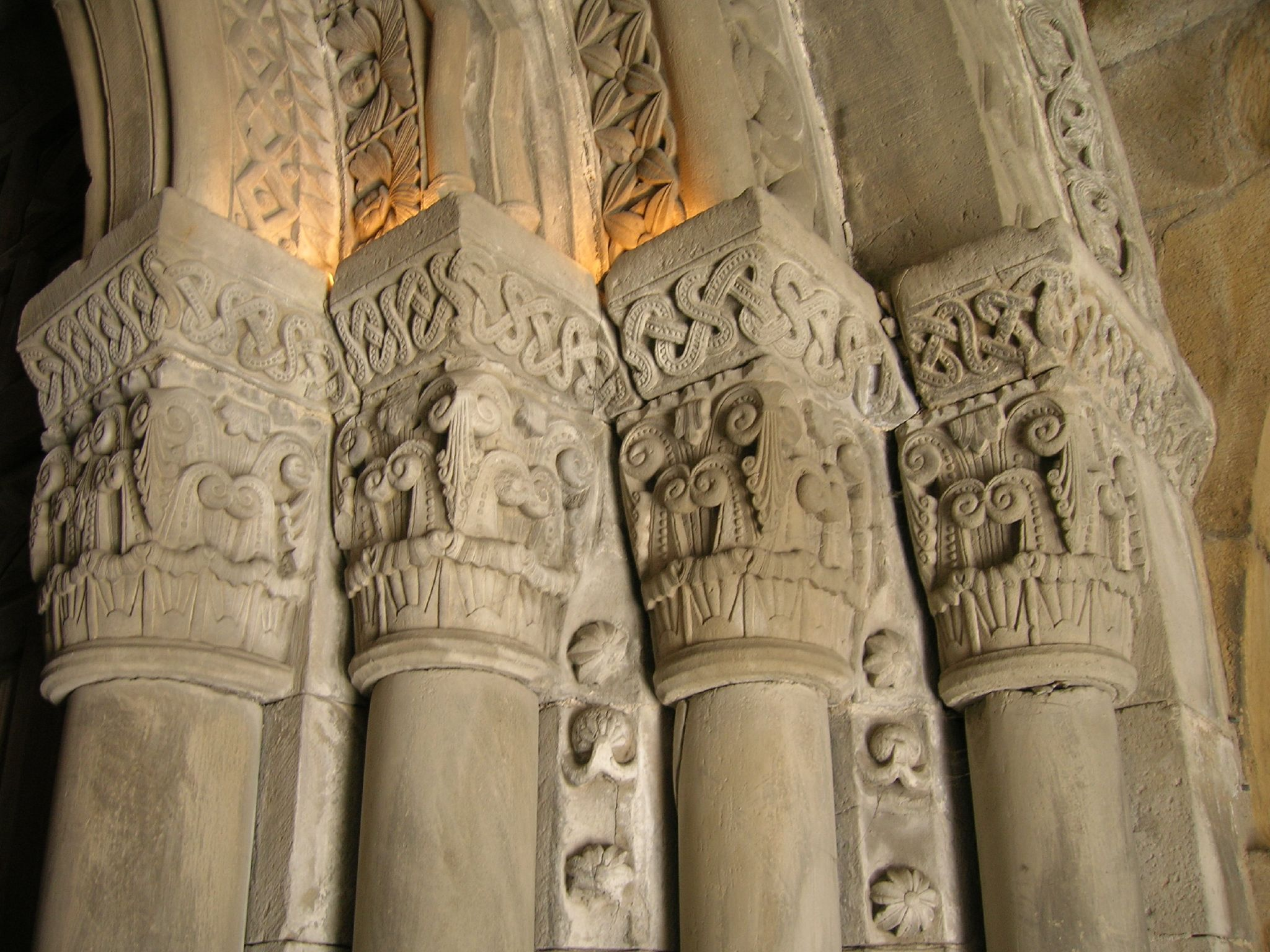
Capitells de la portada meridional

L'església té dues portades romàniques visibles i sembla devia existir una tercera al mur nord de la qual només queda algun vestigi.
La portada principal, que se situa al costat meridional, està protegida per un pòrtic del segle xviii, i es compon d'arc de mig punt, amb tres arquivoltes, alçant-se sobre un sòcol escalonat; el primer esglaó està decorat amb boles i el segon amb besants. L'arc consta d'un guardapols i les arquivoltes estan profusament adornades. Les bases de les columnes són de perfil àtic amb decoració de llengüeta sobre la primera motllura.
L'arc interior porta motllura de bossell o bou, rombes amb perles als centres i dents de serra inclinats. La segona arquivolta presenta en el seu intradós una decoració de caparrons sobre fullaraca amb una ziga-zaga pel front. La tercera porta decoració de figures: cap humà amb boca oberta, tres animals quadrúpedes, un altre cap, un personatge tombat vestit amb roba talar, un llibre a la mà esquerra i un colom a la dreta, un altre personatge que sosté una creu, una au, un cap d'ocell en la clau, un altre personatge amb llarga túnica, dues aus enfrontades que picotegen un peix, una granota entre dues llargues serps, un lleó i una serp que mossega a un altre lleó. La quarta arquivolta té dues files de ziga-zaga.
Existeix en el costat occidental altra portada d'arc de mig punt i timpà llis. Es troba dins del cos inferior de la torre. El timpà llis descansa sobre dos mènsules que representen les figures d'un os i un bou, com a la portada del Perdó de San Isidoro de Lleó. L'arquivolta és d'arestes vives amb una petita decoració d'escacat. Les columnes són de fust monolític i els capitells porten decoració d'entrellaços. Les bases àtiques tenen decoració d'urpes.
Hi va haver una tercera portada, les restes encara es poden veure a la zona nord de l'església, però desapareguda a adossar a l'edifici una capella.